# Enamillus striatus
Enamillus striatus är en skalbaggsart som beskrevs av Sharp 1877. Enamillus striatus ingår i släktet Enamillus och familjen Melolonthidae. Inga underarter finns listade i Catalogue of Life.